# Mon cas
Pour plus de détails, voir Fiche technique et Distribution.
Mon cas (O Meu Caso) est un film portugais réalisé par Manoel de Oliveira, sorti en 1986.

## Synopsis
Avant le lever de rideau, surgit un intrus qui vient évoquer sur scène son cas comme étant l'idoine objet d'un possible spectacle malgré l'intervention d'un régisseur qui l'en défend. Cette sur-exposition ne convient pas à l'actrice, ni à l'auteur qui interviennent pour exposer leurs points de vue. Et, d'artifices en effets spectaculaires se succèdent comme des versions de la représentation qui, en somme, trouvent leur origine dans un équivalent de Job qui débat avec Dieu de la mort et de la vie, en oubliant ses prérogatives limitées et impudentes. Et si c'était cette qu'il fallait filmer en constatant que sur scène, le spectacle avait déjà commencé ?

## Fiche technique
- Titre original : O Meu Caso
- Titre français : Mon cas
- Réalisation : Manoel de Oliveira, assisté de Xavier Beauvois
- Scénario : Manoel de Oliveira d'après José Régio
- Pays d'origine : Portugal
- Format : Couleurs - 35 mm - 1,66:1 - Stéréo
- Genre : Drame
- Durée : 92 minutes
- Date de sortie : 1986

## Distribution
- Bulle Ogier : l'actrice n° 1
- Luís Miguel Cintra : l'Intrus
- Axel Bogousslavsky : l'Employé
- Fred Personne : l'Auteur
- Wladimir Ivanovsky : le spectateur
- Héloïse Mignot : l'actrice n° 2
- Grégoire Oestermann : le projectionniste
- Henri Serre : la voix